# Christian Franzen
Christian Franzen eller Christian Nissen Franzen (18. december 1864 i Fjolde - 17. september 1923 i Madrid) var en dansk født og uddannet fotograf. Han etablerede i 1896 et atelier i Madrid, som blev et af Spaniens førende. Han blev bl.a. kongelig fotograf ved Alfonso XIII's hof.

## Karriere
Franzen blev uddannet hos en af dansk fotografis pionerer Christian Neuhaus i København. Efter at have arbejdet som fotograf i Rom, München og Paris vendte han tilbage til København, hvor han havde atelier på Vimmelskaftet 38 i årene 1888-1893. Derefter rejste han tilbage til Italien og senere videre til Spanien, hvor han etablerede sig i Madrid i 1896.

## Galleri
- Alfonso de Borbón-Dos Sicilias y Borbón fotograferet af Franzen 16. maj 1907
- Maria Teresa af Spanien (Franzen, ca. 1912)